# Električni strojevi
Električni strojevi su strojevi za pretvorbu mehaničke energije u električnu (električni generator), električne u mehaničku (elektromotor) i jednog oblika električne energije u drugi (električni pretvornik). Pritom se većinom radi o rotacijskom (vrtnja), a vrlo rijetko o pravolinijskom ili linearnome gibanju, pa i u primjeni prevladavaju rotacijski električni strojevi, koji se sastoje od nepomičnoga dijela, statora, i od dijela koji se vrti, rotora, a linearni se strojevi upotrebljavaju samo za posebne namjene (roboti, električna vuča). Električni strojevi grade se u vrlo široku rasponu snaga i volumena; najveći su sinkroni generatori sa snagom oko milijardu i pol voltampera (vata), a najmanji mikromotori za informatičke svrhe, sa snagom reda veličine mikrovata.
Načelo rada svih vrsta električnih strojeva temelji se na osnovnim fizikalnim pojavama: da sila djeluje na električni vodič kada njime u magnetskom polju protječe električna struja, a da se u vodiču inducira električni napon kada se on giba u magnetskom polju (elektromagnetska indukcija). Prema tome je inducirani električni napon U:
{\displaystyle U=B\cdot l\cdot v}
gdje je B izraženo u teslama, l u metrima i v u m/s. Odatle vidimo da inducirani električni napon ovisi o:
- o magnetskoj indukciji B (gustoći magnetskog toka),
- o duljini električnog vodiča koji se giba u magnetskom polju l i,
- o njegovoj brzini v, jer što mu je brzina veća, to će biti i veći broj presječenih magnetskih silnica u 1 sekundi.

Magnetsko polje je posrednik pretvorbe energije u svim primjerima, a moguće ga je stvarati i održavati električnim strujama ili trajnim magnetima. 

## Električni generatori
Električni generator je stroj koji pomoću gibanja električnog vodiča u magnetskom polju stvara električnu struju. Za gibanje vodiča treba pogonska snaga, na primjer parni stroj, parna turbina ili vodna turbina, te motor s unutarnjim izgaranjem. Generatori dakle, pretvaraju mehaničku energiju u električnu energiju. Oni mogu biti za izmjeničnu ili istosmjernu struju.

### Generator izmjenične struje
Kod generatora izmjenične struje se zbog vrtnje električnog vodiča (okvira) u magnetskom polju inducira u njemu izmjenična struja koja se preko dva klizna koluta, po kojima klize četkice, odvodi do trošila. Da bi se povećao inducirani električni napon, uzima se mjesto jednog okvira namotaj s mnogo namota, koji su namotani na željezni bubanj, izrađen od međusobno izoliranih limova. Isto se tako mjesto jednog para polova može uzeti više pari polova. Prema tome, takav se generator sastoji od statora, na kojem se s unutarnje strane nalaze magnetski polovi koji služe za stvaranje potrebnog magnetskog polja, te rotora (bubnja), na kojem je namotan potreban broj namotaja u kojima se inducira električni napon. Na osovini rotora nalaze se dva klizna koluta koja se zajedno zovu kolektor, po kojima klize četkice za odvod električne struje. 
Za proizvodnju struje je potpuno svejedno da li se namoti električnih vodiča okreću, a magnetski polovi miruju, ili se polovi okreću, a namoti miruju. Mnogo je jednostavnija konstrukcija da se polovi, koji se tada nalaze na rotoru, okreću, a da namotaji, u kojim se inducira izmjenična struja, miruje i nalazi se na statoru. U tom slučaju lakše se odvodi električna struja sa stezaljki koje miruju, a uz to je i bolja električna izolacija namotaja. Iz tog razloga se generatori izmjenične struje grade uvijek s rotirajućim polovima i namotajem koji miruje, a preko četkica i kliznih koluta dovodi se istosmjerna struja rotoru za stvaranje magnetskog polja. 

### Generator istosmjerne struje
Generator istosmjerne struje u stvari je također generator izmjenične struje, samo što ima takav kolektor koji omogućuje da u vanjskom strujnom krugu teče uvijek električna struja istoga smjera. Uzmimo da se među magnetskim polovima okreće okvir od bakrene žice kojemu su krajevi spojeni svaki s jednom polovinom koluta, koji se zove kolektor. Po kolutu klize četkice, spojene s električnim vodovima vanjskog strujnog kruga. Struja teče po pravilu desne ruke iz stranice okvira u polovinu koluta kolektora, zatim preko četkice u vanjski električni vod. U neutralnoj zoni, gdje nema sječenja magnetskih silnica, nema ni inducirane električne struje. Električna struja u vanjskom električnom vodu teče uvijek u istom smjeru i ovako dobivena struja je istosmjerna struja. Njena jakost se mijenja od nule, kada bakreni okvir ne siječe magnetske silnice, pa do nekog maksimuma kada okvir siječe najveći broj silnica. To je takozvana pulzirajuća struja. Međutim, u praksi se zahtijeva da generator daje električni napon koji se s vremenom što manje mijenja. Takav napon daje generator s kotvom koja ima mnogo namotaja. Zbog toga je i kolektor razdijeljen ne na dva nego na više dijelova, takozvane lamele koje su spojene s krajevima pojedinih namotaja. Što istosmjerni generator ima više lamela to napon na četkicama manje pulzira. 
Za stvaranje magnetskog polja služe elektromagneti. Prema načinu na koji se vrši njihovo pobuđivanje generatore istosmjerne struje dijelimo na: generatore s vanjskim pobuđivanjem i na generatore sa samopobuđenjem. Generatori s vanjskim pobuđenjem dobivaju struju koja teče magnetskim namotajem iz nekog drugog generatora istosmjerne struje ili iz akumulatorske baterije. Generatori sa samopobuđenjem osnivaju se na takozvanom Werner-Siemensovom principu koji se osniva na činjenici da elektromagneti, koji su već jednom bili magnetični, ostaju i poslije magnetiziranja malo magnetični zbog zaostalog (remanentnog) magnetizma. Okreće li se rotor u tom slabom magnetskom polju, namotaji rotora sijeku magnetske silnice pa se u njima inducira slaba struja. Ako se ta struja vodi u namotaje elektromagneta, pojačava se zaostali magnetizam, i sada namoti rotora sijeku više silnica. Inducirana struja bit će jača, ona i dalje pojačava magnetsko polje, i to se tako nastavlja do magnetske zasićenosti. Kažemo da generator sam sebe pobuđuje. 
Prema načinu samopobuđenja, generatore istosmjerne struje dijelimo na serijske, poredne i kompaund-generatore. Kod serijskih generatora je namotaj rotora i magnetski namotaj vezan u seriju. Kod porednog generatora je magnetski namotaj vezan paralelno s namotajem rotora. Kompaund-generator ima dva magnetska namotaja, jedan se sastoji od mnogo namota tanke žice i priključuje se paralelno na rotor. Drugi namotaj ima malo namota debele žice i vezan je s rotorom u seriju. Generatori istosmjerne struje sa samopobuđenjem zovu se dinamo-strojevi.

### Višefazni generator
Potpuno novu konstrukciju električnih generatora izmjenične struje stvorio je Nikola Tesla 1885. kad je otkrio višefazne struje, odnosno višefazne sisteme. Ti višefazni sistemi mogu biti dvofazni, trofazni, četverofazni i tako dalje, ali se praktički gotovo isključivo upotrebljava trofazni sistem. Naime, električni generator može biti tako građen da proizvodi u isti mah više izmjeničnih struja. U tom slučaju njegov stator ima više potpuno odijeljenih namotaja koji se sastoje od skupine u seriju vezanih namota. Jedna takva skupina zove se fazni namotaj ili faza. 
Dosada opisani generator izmjenične struje ima samo jedan namotaj s jednim početkom i jednim svršetkom, pa se zato zove jednofazni generator. Dvofazni generator ima dva posebna namotaja, međusobno pomaknuta za jednu polovinu polnog razmaka. Kod vrtnje polova takvog generatora u svakom se od tih namotaja inducira izmjenična struja, pa nastaju dvije odijeljene izmjenične struje koje su za 90° ili 1/4 perioda pomaknute jedna prema drugoj. Takva se struja zove dvofazna struja. Namotaj dvofaznog generatora ima dva početka i dva završetka, a prema tome četiri stezaljke, koje su označene s U - X (prva faza) i V - Y (druga faza). 
Kod trofaznog generatora statorski namotaj ima tri potpuno neovisna namotaja ili tri faze koje su tako postavljene da međusobno čine kut od 120°. Svaki namotaj ima svoj strujni krug u kojem se nalaze trošila. Kad se rotor vrti, inducirat će se u svakom namotaju izmjenični napon, te će kroz trošila teći izmjenična struja. No te inducirane izmjenične struje neće biti istovremene, to jest one neće u isto vrijeme postići svoju maksimalnu, minimalnu ni nultu vrijednost. Između njih će postojati fazna razlika od 120°, to jest 1/3 perioda. Namotaj trofaznog generatora ima tri početka i tri završetka, a prema tome šest stezaljki, koje su označene s U - X (prva faza), V - Y (druga faza) i W - Z (treća faza). Osim faznih vodiča R, S, T u trofaznom sustavu postoji i nul vodič u kojem uopće ne teče struja. U svakom je trenutku zbroj struja u faznim vodičima jednak nuli, ali to vrijedi samo onda ako je opterećenje simetrično, to jest kada je ono jednako u sve tri faze. Dakle, kod simetričnog opterećenja nul vodič uopće nije potreban jer kroz njega struja ne teče. Prema tome, za prijenos trofazne struje ne treba šest nego samo tri električna voda kod jednolikog opterećenja svih faza, odnosno četiri voda ako faze nisu jednako opterećene. 
Kod trofaznog generatora moramo razlikovati fazni i linijski električni napon. Fazni napon Uf je napon između faznog vodiča i nul vodiča. Linijski napon U je napon između pojedinih faznih vodiča. Linijski napon nije jednak dvostrukom faznom naponu jer trenutni naponi u namotajima pojedinih faza nisu jednaki, pa se linijski napon izračunava iz izraza:
{\displaystyle U={\sqrt {3}}\cdot U_{f}=1,73\cdot U_{f}}
Kad se kod trofaznog sistema govori o naponu, uvijek se pri tom misli na linijski napon. Ako se kod generatora u svakoj fazi inducira elektromotorna sila od 220 V, onda je fazni napon 220 V, a linijski napon 380 V. Električna trošila mogu se priključiti na fazni ili linijski napon. Manja trošila, na primjer žarulje, priključuju se obično na fazni napon. U tom slučaju treba nul vodič. Na linijski napon priključuju se elektromotori i toplinski aparati. 
Teslin pronalazak višefaznih struja bio je jedan od najvažnijih izuma u elektrotehnici. Već nam je naime poznato da izmjeničnu struju velike jakosti, a niskog napona, možemo pomoću transformatora pretvoriti u struju male jakosti, a visokog napona. Takva se struja šalje na velike udaljenosti bez mnogo gubitaka. Međutim, kad je Tesla došao u Ameriku, gradili su se samo generatori istosmjerne struje, niskog napona, koja se nije mogla transformirati, a prema tome ni voditi na velike daljine. Osim toga je napon istosmjerne struje kod vođenja do potrošača pao zbog električnog otpora dovodnih električnih vodova. Zato je trebalo graditi mnogo električnih centrala i to za svako mjesto, a zavelik grad i nekoliko njih. Takav prijenos električne energije bio je vrlo neekonomičan. Problem je riješen izmjeničnim strujama, a Tesla ga je potpuno riješio svojim sistemom višefaznih struja i izumom trofaznog generatora. Sve današnje velike električne centrale rade s Teslinim trofaznim strujama, a na toj osnovi sagrađena je i prva velika hidroelektrana na slapovima Niagare.

## Električni motori ili elektromotori
Električni motori ili elektromotori su strojevi koji pretvaraju električnu energiju u mehaničku, a mogu biti za istosmjernu i za izmjeničnu struju. Služe kao pogonski strojevi za različite radne, odnosno alatne strojeve. Univerzalni elektromotor može biti priključen na istosmjerni ili na izmjenični napon. Između generatora i elektromotora nema većih razlika. Svaki bi generator mogao raditi kao motor, a motor kao generator. No iz praktičnih i konstruktivnih razloga izvodi se neki stroj ili kao generator ili kao motor, a rjeđe može raditi i kao generator i kao motor. Prema spoju magnetskog namotaja s rotorom razlikujemo serijske, poredne i kompaund motore, slično kao i kod generatora istosmjerne struje.

### Istosmjerni motor
Istosmjerni motor je elektromehanički uređaj koji istosmjernu struju pretvara u kružno (rotacijsko) gibanje. Ako se rotor istosmjernog motora mehanički spoji s izvorom rotacijskog gibanja (motor s unutarnjim izgaranjem, parna turbina i slično) na izvodima će se inducirati napon, prema pravilu desne ruke, čime je stvoren istosmjerni generator.
Najjednostavniji istosmjerni motor je 1821. otkrio Michael Faraday. Taj se motor sastojao od slobodnog zavoja žice koji je slobodno plutao na sloju žive, a u čijem se središtu nalazio magnet. Kada se kroz zavoj žice propustila istosmjerna struja oko zavoja se stvorilo magnetsko polje zbog čega se žica počela okretati oko magneta. Istosmjerni motor (eng. DC motor), kakav danas poznajemo slučajno je 1873. otkrio Zénobe Gramme kada je na dinamo koji je proizvodio struju spojio drugi dinamo koji se počeo okretati kao motor.
Klasični istosmjerni motor se sastoji od rotirajuće armature koja je oblikovana u obliku elektromagneta s dva pola i od statora kojega čine dva permanentna magneta. Krajevi namota armature spojeni su na rotacijski prekidač, komutator, koji prilikom svakog okretaja rotora dvaput mijenja smjer toka struje kroz armaturni namot stvarajući tako moment koji zakreće rotor. Protjecanjem istosmjerne struje kroz vodič koji se nalazi u magnetskom polju stvara se, prema pravilu lijeve ruke, sila koja zbog svog hvatišta, koje se nalazi izvan osi rotacije rotora, stvara moment koji zakreće rotor. Električna veza između rotora i izvora istosmjerne struje se ostvaruje tako da se izvor istosmjerne struje spoji na grafitne četkice koje kližu po komutatoru ili kolektoru. Prilikom prelaska četkice s jedne na drugu lamelu komutatora postoji trenutak kada se izvor nalazi u kratkom spoju zbog čega dolazi do iskrenja četkica. Iskrenje četkica dovodi do polaganog uništavanja grafitnih četkica, ali i do oksidacije i trošenja komutatora, pa je to glavni nedostatak ove vrste motora. Iskrenje se pojačava ako se povećava: brzina okretanja motora (broj okretaja), električni napon, opterećenje, odnosno struja kao posljedica povećanja napona ili opterećenja. Iskrenje osim samog uništavanja komutatora i četkica za posljedicu ima i stvaranje čujnog i električnog šuma.
Brzina okretanja istosmjernog motora ovisi o kombinaciji napona i struje koji teku kroz armaturu, te o opterećenju. Brzina motora proporcionalna je naponu, dok je moment proporcionalan struji. Upravo zbog ovih svojstava se istosmjerni motor vrlo često upotrebljava u elektromotornim pogonima koji zahtijevaju upravljanje brzinom (zahvaljujući razvoju energetske elektronike pojednostavilo se upravljanje brzinom i ostalih vrsta elektromotora). Brzina motora se može mijenjati promjenom otpora armature, koje se izvodi dodavanjem vanjskog promjenjivog otpora spojenog u seriju s izvorom, ili uporabom promjenjivog naponskog izvora. 

#### Istosmjerni motor bez četkica
Zbog nedostataka koje uzrokuje komutator u novije vrijeme razvijen je istosmjerni motor bez četkica (eng. Brushless DC electric motor) koji na rotoru ima permanentni magnet, dok se kroz statorske namote propušta struja koja dovodi do zakretanja rotora. Strujom koja prolazi kroz statorske namote se upravlja elektroničkim sklopom, takozvanim elektroničkim komutatorom ili inverterom, koji zamjenjuje klasični komutator. Da bi se moglo ispravno odrediti kroz koji namot će elektronički komutator poslati struju, i struju kojeg smjera, takav motor mora imati senzor položaja rotora na osnovu čega se upravlja radom samog komutatora.

### Izmjenični motori

#### Sinkroni motor
Sinkroni motor je motor pogoǌen izmjeničnom strujom, za koji je karakteristično da se rotor vrti jednakom kutnom brzinom kao i statorsko okretno magnetsko polje, odnosno te dvije brzine su u sinkronizmu. Međutim glavni magnetski tok koji se zatvara kroz jezgru je vremenski stalan stoga se na sekundaru neće inducirati napon dok god je relativni položaj rotora u odnosu na (okretno) magnetsko poǉe stalan.
Generator izmjenične struje može također poslužiti i kao motor, samo namotaj statora treba priključiti na izvor izmjenične struje, a namotaj rotora na izvor istosmjerne struje. Kako magneti na rotoru imaju stalne polove, dok se polovi statora mijenjaju kao i izmjenična struja, to se rotor mora okretati istom kutnom brzinom kolika je i frekvencija izmjenične struje. Zbog toga se on zove sinkroni motor. Ako se na primjer južni pol rotora između suprotnih polova statora, rotor će nastojati da se okrene prema sjevernom polu statora. Tu bi on stao kad se u istom trenutku ne bi promijenio smjer struje u statoru, te od sjevernog pola statora nastao južni pol. Zato se sinkroni motor ne može sam pokrenuti, jer kako se smjer struje u statoru brzo mijenja, tako se mijenja i smjer zakretnog momenta kojim magnetsko polje statora djeluje na rotor. Kod pokretanja mora biti odmah postignut sinkronizacija (istovremenost) između brzine rotora i frekvencije izmjenične struje da se motor može okretati. Zato se pokretanje vrši rukom kod malih motora ili pomoćnim motorom kod većih strojeva. Ako bi zbog opterećenja takav motor zaostao u brzini, izgubio bi sinkronizam i stao. Stoga se takvi motori ne mogu upotrijebiti tamo gdje se opterećenja mijenjaju.

#### Asinkroni ili indukcijski motor
Asinkroni ili indukcijski motor ima rotor na koji se električna energija prenosi beskontaktno (indukcijom) djelovanjem okretnog magnetskog polja koje stvara sustav višefaznih struja u statoru. Prema izvedbi rotorskog namota dijele se na kavezne i klizno-kolutne strojeve.  
Velika je zasluga Nikole Tesle da je otkrio rotacijsko magnetsko polje pomoću kojeg je omogućio konstrukciju asinkronog motora. Rotacijsko magnetsko polje, to jest magnetsko polje se vrti, možemo proizvesti s najmanje dvije izmjenične struje koje su pomaknute u fazi. Nalazi li se u tom rotacijskom magnetskom polju šupalj bakreni valjak, magnetske silnice će ga u vrtnji sjeći, i u njemu će se inducirati električna struja. Magnetsko polje će djelovati na tu struju tako da će se valjak okretati u istom smjeru kojem se vrti magnetsko polje. U praksi se proizvodi rotirajuće magnetsko polje pomoću trofazne struje, a rotor je izrađen iz bakrenih ili aluminijskih štapova, međusobno izoliranih, koji su na krajevima kratko spojeni prstenima. Kako takav rotor izgleda kao kavez, zove se i kavezni rotor.
Međutim, rotor nema isti broj okretaja kao rotirajuće magnetsko polje. Kada bi naime rotor imao jednak broj okretaja kao i rotirajuće magnetsko polje, ne bi postojalo sječenje magnetskih silnica, te se u rotoru ne bi inducirala električna struja. Motor se dakle ne vrti sinkrono nego asinkrono, pa se zato zove asinkroni kavezni motor. Takav motor ima najveću primjenu u industriji jer u njegov rotor ne moramo dovoditi nikakvu struju, pa nisu potrebne ni četkice mi kolektor. Da bi se spriječilo njegovo preveliko zagrijavanje, na osovini rotora nalazi se ventilator. Sinkroni i asinkroni motori vrlo su jednostavni po konstrukciji, a time i jeftiniji od ostalih motora. I to osobito asinkroni motor, koji nema kolektora ni kliznih koluta.

## Električni pretvarači
Električni pretvarači pretvaraju jednu vrstu električne struje u drugu, na primjer istosmjernu u izmjeničnu struju ili obratno.

## Transformator
Transformator je uređaj za transformiranje napona i struja, to jest pretvaranje iz nekog nižeg nivoa u viši, i obrnuto. Sastoji se od statičnih dijelova: dvije kotve od dinamo limova ili mljevenog željeza i dva bakrena namota od kojih je jedan primarni, a drugi sekundarni. Veće izvedbe imaju sredstvo za hlađenje, na primjer ulje ili komprimirani zrak. Transformatori su najiskoristiviji strojevi, oko 98% iskoristivosti. Rade s pomoću elektromagnetske indukcije bez fizičkog dodira među električnim zavojnicama.